# Ashuelot River
Der Ashuelot River ist ein linker Nebenfluss des Connecticut River im US-Bundesstaat New Hampshire.

## Flusslauf
Der Ashuelot River bildet den Abfluss des Butterfield Pond im Pillsbury State Park nördlich von Washington. Er fließt in südlicher Richtung nach Marlow. Auf halber Strecke wird er zum Ashuelot Pond aufgestaut. Die NH Route 10 folgt nun streckenweise dem Flusslauf bis nach Winchester. Der Ashuelot River vollführt einen Bogen nach Westen und anschließend nach Süden. Nördlich von Keene durchfließt er den Stausee Surry Mountain Lake. Nach Durchfließen der Stadt Keene wendet sich der Fluss nach Südwesten und später nach Westen. Am Flussufer liegen die Orte West Swanzey, Winchester, Ashuelot und schließlich kurz vor der Mündung Hinsdale. Der Ashuelot hat eine Länge von 103 km. Unterhalb von Keene befinden sich mehrere gedeckte Brücken am Flusslauf.

## Gedeckte Brücken
- Sawyers Crossing Bridge, bei Swanzey, 1859 erbaut
- West Swanzey Bridge, in West Swanzey, 1832 erbaut
- State Bridge, südlich von West Swanzey, 1862 erbaut
- Coombs Bridge, südlich von West Swanzey, 1837 erbaut
- Ashuelot Bridge, in Ashuelot, 1864 erbaut